# اینوسنت دهم
پاپ اینوسنت دهم (به انگلیسی: Innocent X) (تولد: ۶ مه ۱۵۷۴ – درگذشت: ۷ ژانویه ۱۶۵۵) یکی از پاپ‌های کلیسای کاتولیک رم بود که در رم به دنیا آمد و از ۱۶۴۴ تا ۱۶۵۵ میلادی پاپ بود.